# Stig Kanger
Stig Kanger (Cina, 10 luglio 1924 – 13 marzo 1988) è stato un filosofo e logico svedese.
Insieme a Georg Henrik von Wright e Jaakko Hintikka, è considerato un importante rappresentante della filosofia analitica in Scandinavia. Si è occupato di filosofia giuridica ed è stato professore di filosofia teoretica all'Università di Uppsala a partire dal 1968 .

## Biografia
Originario della Grande Cina e figlio di una coppia di missionari, nel 1957 conseguì il dottorato in filosofia presso l'Università di Stoccolma. Dal 1963 al 1968 insegnò all'Åbo Akademi e poi a Uppsala. Nell'anno accademico 1968/69 è stato professore ospite presso l'Università della California.
È noto per i contributi alla logica modale e alle sue applicazioni in filosofia (es. filosofia del diritto),  per la semantica dei mondi possibili (di cui Saul Kripke è solitamente considerato il fondatore ), la logica dell'azione, la teoria della dimostrazione e la logica deontica. La riduzione Anderson-Kanger prende il nome da lui e da Alan Ross Anderson (dal lavoro condotto dai due in modo indipendente negli anni Cinquanta)  e occasionalmente dalla teoria Kanger-Lindahl (che prende nome dal suo allievo Lars Lindahl, che la sviluppò ulteriormente).
Sua moglie Helle Kanger utilizzò i suoi metodi per analizzare la Dichiarazione dei diritti umani del 1948.
Nel 1972 fu nominato Cavaliere dell'Ordine della Stella Polare.

## Opere
- Ghita Holmström-Hintikka, Sten Lindström, Rysiek Sliwinski (Hrsg.): Collected Papers of Stig Kanger with Essays on his Life and Work. 2 voll., Kluwer Academic Publishers, Dordrecht 2001.
- New Foundations for Ethical Theory (1957, Technical Report, Universität Stockholm), In: Risto Hilpinen (a cura di): Deontic Logic: Introductory and Systematic Readings. Reidel 1971, S. 36–58.
- Law and Logic. Theoria, vol. 38, 1972, pp. 105–132.
- Herausgeber mit Sven Ohman Logic and Grammar. Reidel, Kluwer 1981.
- Provability in Logic. Stoccolma 1957 (Dissertazione).
- Herausgeber Proceedings of the third scandinavian Logic Symposium. (Uppsala 1973), North Holland/Elsevier 1975.
- Handbok i Logik, volume 1, 1959.